# Obergabelhorn
L'Obergabelhorn (4.063 m s.l.m. - scritto anche Ober Gabelhorn) è una montagna della Alpi Pennine che si trova nel Canton Vallese svizzero lungo la cresta che separa la Mattertal dalla valle di Zinal.

## Caratteristiche

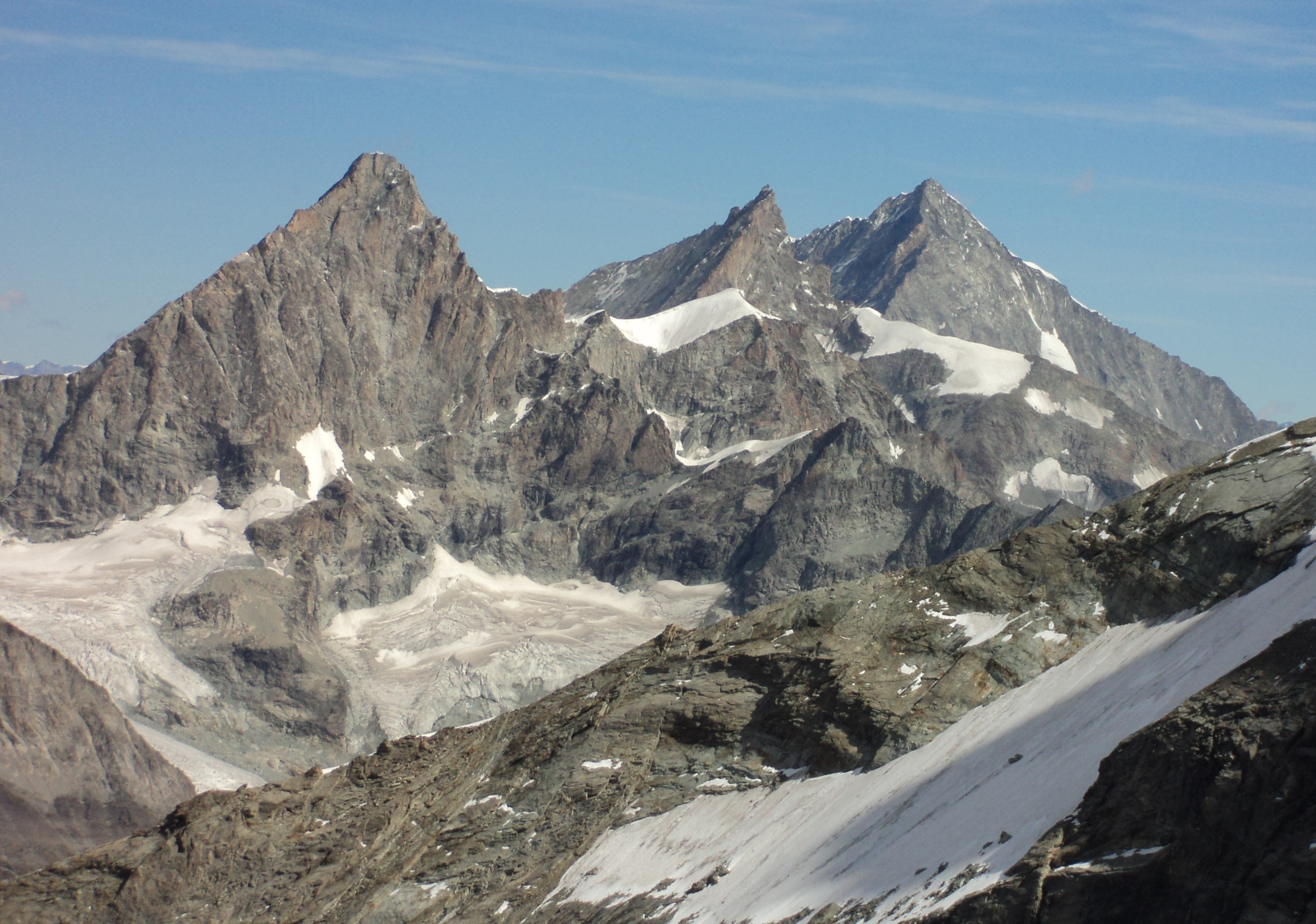
L'Obergabelhorn (a sinistra) visto dalla Testa del Leone (versante sud). A destra si vedono lo Zinalrothorn ed il Weisshorn.

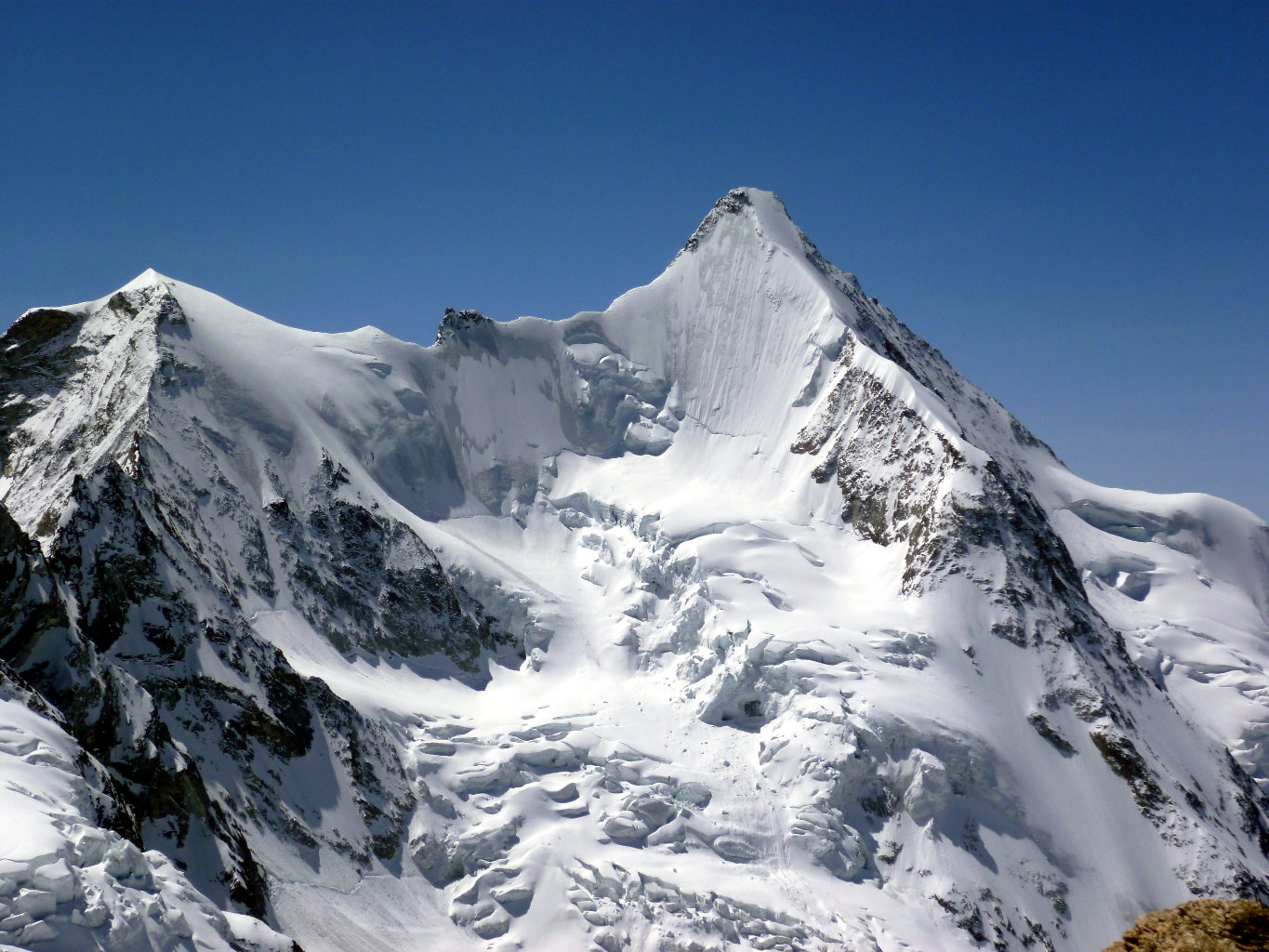
Il versante nord della montagna. A sinistra la Wellenkuppe.

Fa parte della cosiddetta Corona Imperiale formata dalla seguenti montagne: Les Diablons (3.609 m), il Bishorn (4.153 m), il Weisshorn (4.505 m), il Schalihorn (3.974 m), lo Zinalrothorn (4.221 m), il Trifthorn (3.728 m), l'Obergabelhorn (4.062 m), il Mont Durand (3.712 m), la Pointe de Zinal (3.790 m), la Dent Blanche (4.356 m), il Grand Cornier (3.961 m), la Pigne de la Lé (3.396 m), e la Garde de Bordon (3.310 m), e nel centro di questa gigantesca parabola il Monte Besso (3.667 m).
La montagna si presenta come una bella piramide di roccia e di ghiaccio. Due sono le creste principali che si dipartono dalla vetta: una scende verso est-nord-est e raggiunge la Wellenkuppe mentre l'altra va verso ovest-sud-ovest, viene detta Arbengrat e passato l'Arbenjoch risale al Mont Durand. Una terza cresta meno pronunciata e detta Le Coeur ha andamento nord-nord-ovest. La parete sud (quella rivolta verso il Cervino) si presenta rocciosa; al contrario la parete nord si presenta nevosa fin sulla vetta.

## Storia
La prima salita alla vetta fu compiuta il 6 luglio 1865 da Adolphus Warburton Moore, Horace Walker e Jakob Anderegg.
Come per il Cervino ci fu una corsa per raggiungere per primi la vetta. Il giorno dopo la prima salita raggiunsero la vetta Francis Douglas, Peter Taugwalder e Joseph Viennin.

## Salita alla vetta

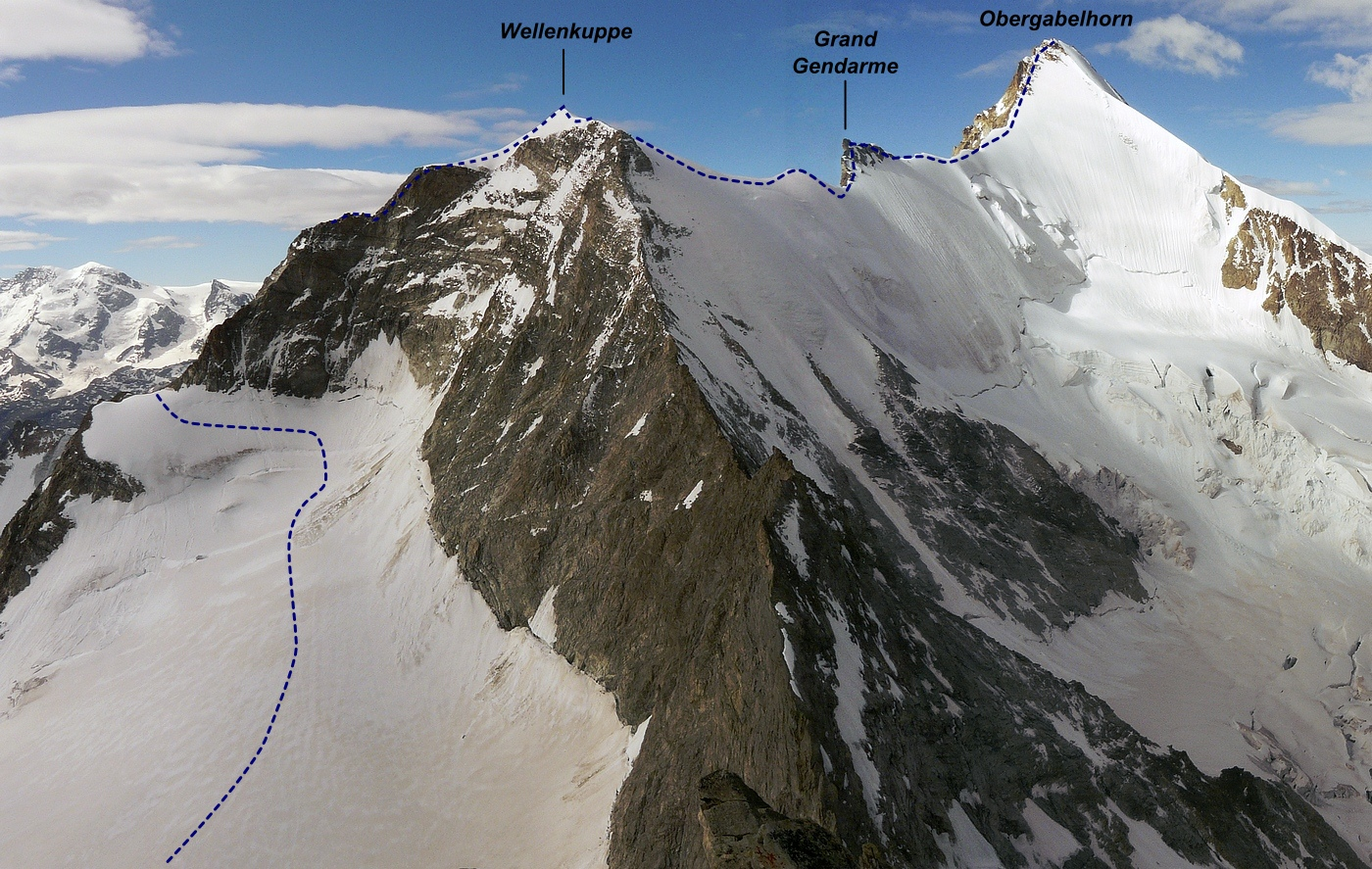
Indicazione di percorso della via normale.

La via normale di salita alla vetta parte dalla Rothornhütte, passa tramite la Wellenkuppe ed avviene attraverso la cresta est-nord-est. Nel suo complesso essa è valuta AD. Dal rifugio si arriva presto sul Triftgletscher e lo si attraversa verso occidente con un ampio semicerchio per evitare i grandi crepacci. Passati sotto il Trifthorn si arriva alla cresta nord-est della Wellenkuppe che si risale fino alla vetta. Dalla vetta della Wellenkuppe si scende verso ovest fino a raggiungere il grande gendarme (Kluckerturm) che si risale con fatica. Superato il gendarme si continua la cresta in parte nevosa ed in parte rocciosa fino alla vetta.

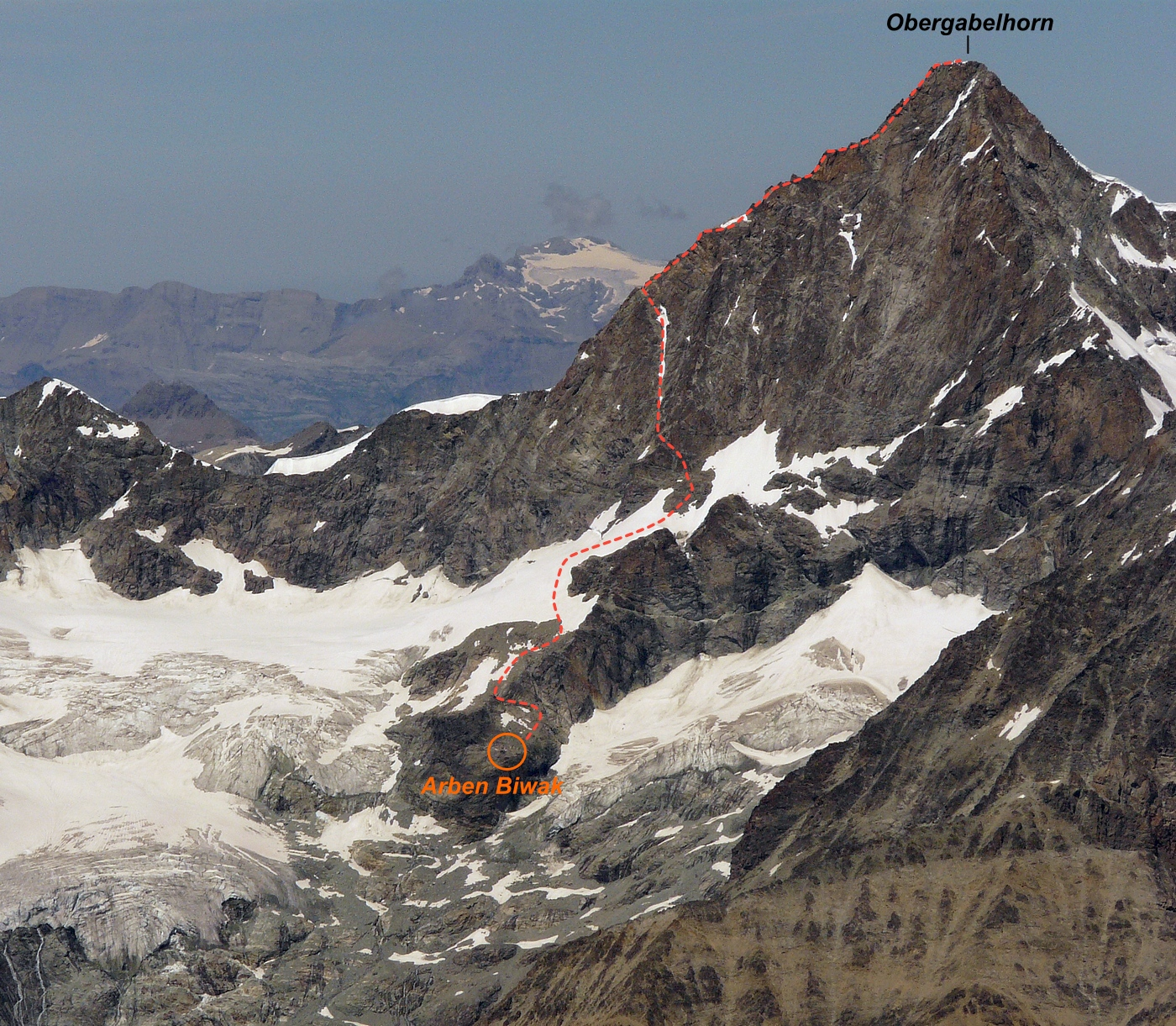
Indicazione di percorso della cresta ovest-sud-ovest Arbengrat.

La salita della cresta ovest-sud-ovest, Arbengrat, avviene partendo dal Bivacco Arben. Essa è valutata nel suo complesso AD. Dal bivacco si sale verso nord in direzione del grande intaglio (nevoso ad inizio stagione e ben visibile dal bivacco) che, risalendolo, permette di raggiungere la cresta. Si segue poi la cresta evitando i gendarmi presenti su di essa fino alla vetta.

## Rifugi

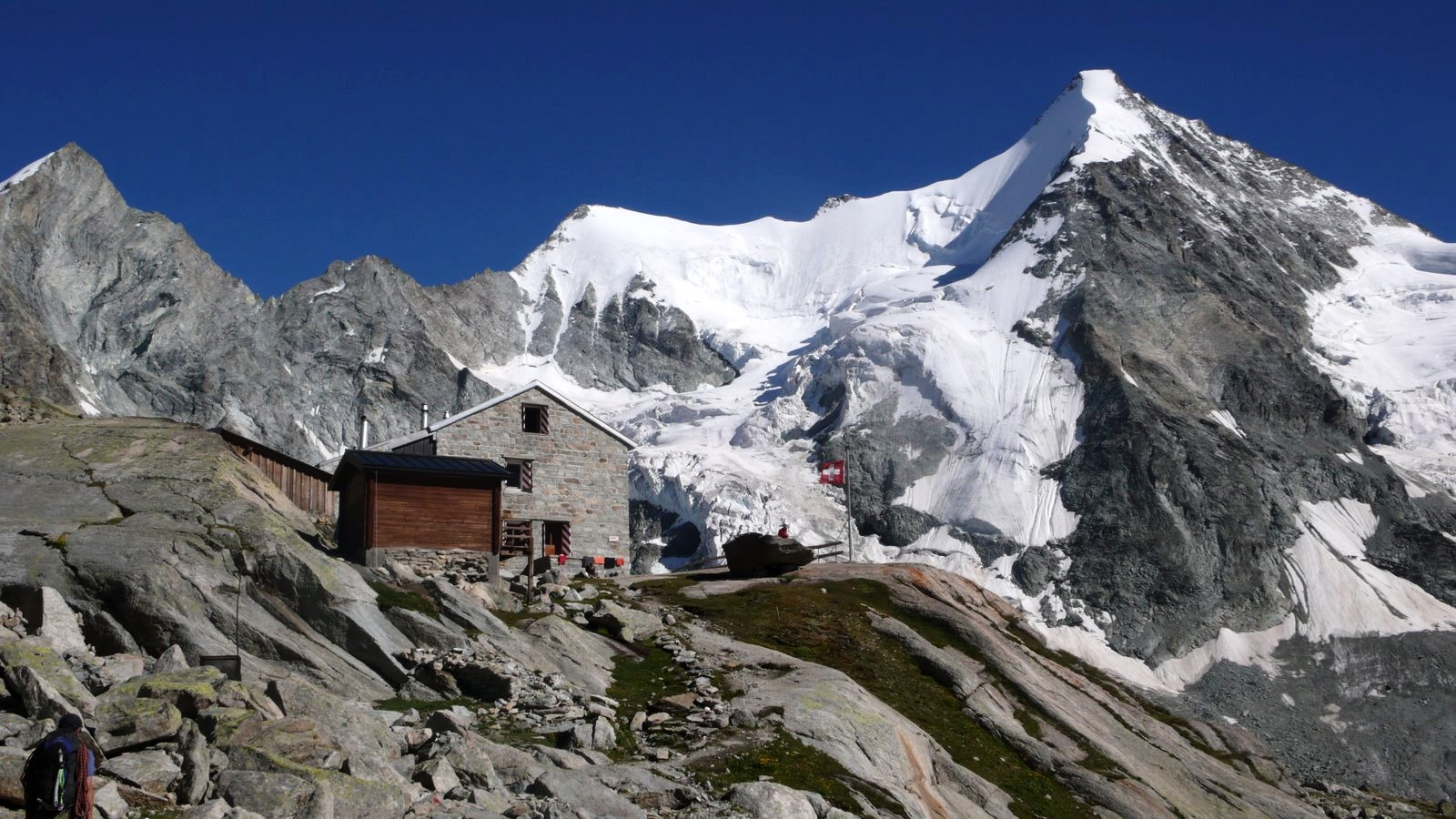
La montagna ed in primo piano la Cabane du Grand Mountet.

Per facilitare l'ascesa alla vetta e l'escursionismo intorno al monte vi sono alcuni rifugi alpini:
- Rothornhütte - 3.198 m
- Cabane du Grand Mountet - 2.886 m
- Bivacco Arben - 3.224 m